# Oliver Reed
Robert Oliver Reed, född 13 februari 1938 i Wimbledon, London, död 2 maj 1999 i Valletta, Malta, var en brittisk skådespelare. Han var brorson till regissören Carol Reed. 
Bland de filmer Reed medverkade i kan nämnas Oliver! (1968), När kvinnor älskar (1969), Hannibal Brooks (1969), Djävlarna (1971), De tre musketörerna (1973), Ökenlejonet (1981), Baron Münchausens äventyr (1988), Funny Bones (1995) och Gladiator (2000). 
Reed lämnade hemmet när han var 17 år, och försörjde sig bland annat som boxare och taxichaufför. Efter militärtjänstgöringen fick han småroller i brittiska filmer. Med sin kraftiga kroppsbyggnad hade han först skurkroller, bland annat i flera skräckfilmer, men utvecklades till en mångsidig aktör med stor manlig utstrålning.
Reed dog  på Malta under inspelningen av Gladiator av en hjärtattack efter ett mångårigt alkoholmissbruk.

## Filmografi i urval
- 1959 – Tyst vrede
- 1961 – Varulvens förbannelse
- 1962 – Skräck-kabinettet
- 1963 – De kallblodiga
- 1963–1964 – Helgonet (TV-serie)
- 1966 – Det grymma landet
- 1967 – Jokers - den stora stöten
- 1967 – Jag glömmer aldrig... va' va' de' nu han hette?
- 1968 – Oliver!
- 1969 – Hannibal Brooks
- 1969 – När kvinnor älskar
- 1970 – Kvinan i bilen med glasögon och gevär
- 1971 – Djävlarna
- 1973 – De tre musketörerna
- 1974 – De fyra musketörerna
- 1974 – Tio små negerpojkar
- 1975 – Tommy
- 1976 – Hyreskontrakt med döden
- 1976 – Ös på, råskinn!
- 1977 – Fäkta för livet
- 1978 – Den vilda klassen
- 1978 – The big sleep - Den stora sömnen
- 1980 – Ökenlejonet
- 1985 – Den svarta pilen
- 1985 – Christopher Columbus (TV-serie)
- 1986 – Castaway
- 1987 – Döden på larvfötter
- 1988 – Baron Münchausens äventyr
- 1990 – Skattkammarön
- 1990 – Häxjakten
- 1995 – Funny Bones
- 2000 – Gladiator